# Feniramina
Feniramina (łac. Pheniraminum) – organiczny związek chemiczny z grupy amin, antagonista receptorów H1, lek I generacji, czyli nieselektywny (hamuje receptory cholinergiczne, serotoninergiczne, adrenergiczne i dopaminergiczne).

## Budowa
Zawiera trzeciorzędową grupę aminową, pierścień pirydylowy i fenylowy. Ze względu na obecność centrum stereogenicznego jest związkiem chiralnym; preparaty lecznicze są mieszaniną racemiczną w formie soli z kwasem maleinowym (maleinian feniraminy).

## Otrzymywanie
Można ją otrzymać wychodząc z aldehydu 2-pirydylowego i związku Grignarda – bromku fenylomagnezowego. Powstały alkohol redukuje się i alkiluje za pomocą 3-chloro-N,N-dimetylopropylo-1-aminy w obecności amidku sodu:

## Działanie
Zmniejsza przekrwienie i obrzęk błon śluzowych, przez co udrożnia przewody nosowe, hamuje odruch kichania i zmniejsza łzawienie oczu.

## Zastosowanie
Jest to przeciwhistaminowy składnik doustnych preparatów złożonych (ma za zadanie udrożnić nos, zmniejszyć w nim ilość wydzieliny, hamować kichanie). Feniramina stosowana jest też w leczeniu objawowym kataru siennego, pyłkowicy i alergii.

## Działania niepożądane
Senność, otępienie, brak koncentracji, suchość w jamie ustnej, zaburzenie ostrości widzenia, zatrzymanie moczu lub bolesne oddawanie moczu.

## Preparaty
- Fervex – preparat złożony zawierający paracetamol, kwas askorbinowy i feniraminę
- Theraflu ExtraGrip – preparat złożony zawierający paracetamol, fenylefrynę i feniraminę.
- Disophrol – preparat zawierający pseudoefedrynę i deksbromfeniraminę
- Gripex Noc – preparat złożony zawierający paracetamol, chlorowodorek pseudoefedryny, bromowodorek dekstrometorfanu i maleinian chlorfeniraminy
- Polopiryna Complex – preparat złożony zawierający kwas acetylosalicylowy, chlorowodorek fenylefryny i maleinian chlorfeniraminy
- Tabcin Trend – preparat złożony zawierający paracetamol, chlorowodorek pseudoefedryny i maleinian chlorfeniraminy